# Libzip
libzip(립집)은 ZIP 아카이브를 관리하기 위한 오픈 소스 라이브러리이다. 포터블 C로 개발되었으므로 여러 운영 체제에서 사용할 수 있다. zlib 기반이다. zip 파일 지원을 위해 PHP의 zip 확장 기능에 쓰인다. 또, MySQL 워크벤치에도 사용된다. zip 아카이브 지원을 위해 KDE의 ark 아카이빙 도구에도 사용된다.

## 같이 보기
- ZIP (파일 포맷)
- Zlib